# 周铁镇
周铁镇是中国江苏省宜兴市下属的一个镇，东临太湖，西接和桥镇，南临新庄街道，北接常州市前黄镇，东北隔太湖与无锡马山相望。周铁河网密集，是典型的江南水乡，本地人常称周铁为桥头。周铁镇现任镇长为吴旭,现任镇党委书记裴焕良.
周铁特产有宜兴百合，萝卜，太湖三鲜。周铁镇的化工业很发达，但是对环境也造成了极大污染，对太湖水质也有很大影响。周铁镇的机械工业和建筑业也较为发达。
2002年附近的洋溪镇、分水镇被并入周铁镇的行政区划。

## 行政区划
- 中新村、洋溪村、徐渎村、 欧毛渎村、沙塘港村、下邾村、分水村、龙亭村、前观村、东湖村、周铁村、棠下村、王茂村、彭干村

## 中准渎
中准渎，又称中准渎村，位于中国江苏宜兴市周铁镇（原洋溪镇）的一个自然村落。本村位于太湖西滨，新渎北边，北准渎南边，居民以瞿姓为主。
中准渎位于太湖平原，土地肥沃，水网密集，此地居民原来绝大部分务农，从20世纪九十年代起，随着乡镇企业的发展，大部分年轻人成为工人或者经商。
中准渎是中国共产党元老瞿秋白的祖籍地。

## 链接
- 江苏宜兴市周铁镇门户网